# Jendrassik Cs–1

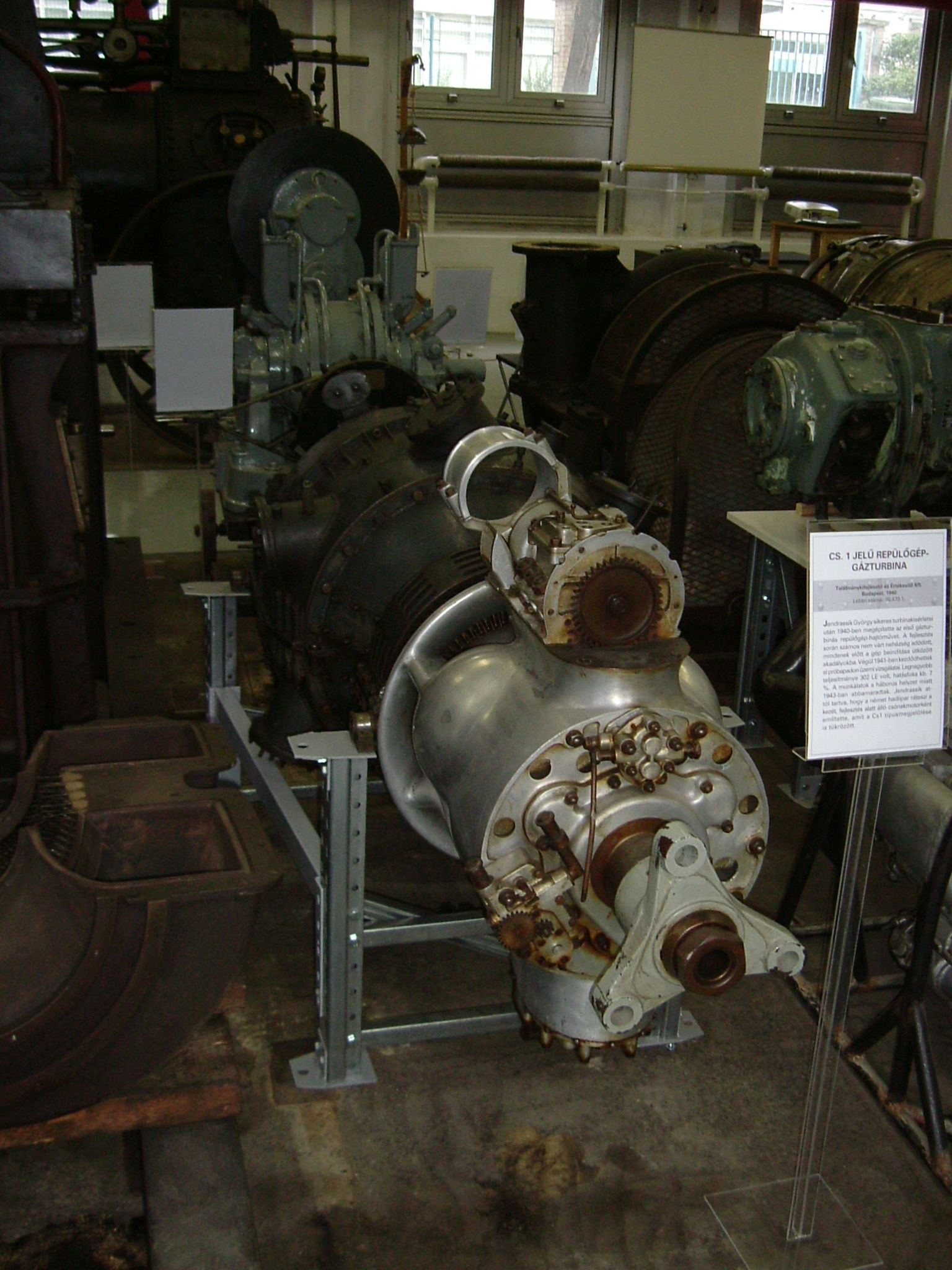
A Cs–1 a budapesti Országos Műszaki Múzeumban kiállítva

A Jendrassik Cs–1 volt a világ első működőképes légcsavaros gázturbinás hajtóműve. Jendrassik György tervezte 1937-ben, később a magyar tervezésű RMI–1 romboló és felderítő repülőgép hajtóművének szánták.

## Előzmények
Jendrassik György 1929. március 12-én jelentette be első gázturbina-szabadalmát. 1934-től munkatársakat vont be a számítások végzésére. 1937-ben sor került az előzetes kísérletekre, amelyek tapasztalataival 1938-ban megépítette gázturbináját, amely 1938. október 2-án indult el először. Rövidesen terhelhető volt, és 1939. január 2-án bemutatta a hivatalos ellenőrző bizottságnak, majd pedig március 8-án a nyilvánosság előtt ismertethette munkájának eredményét. Hamarosan megépítette 100 lóerős gázturbináját, és az itt szerzett tapasztalatokat felhasználta a Cs–1-nél is.

## A Cs–1
A légcsavaros gázturbina tervezési munkái a Ganz gyárban 1939 júliusától 1940 januárjáig tartottak. A sikeres teszteknek és gyors munkavégzésnek köszönhetően már 1940 nyarán elkezdődhettek a kísérletek a gázturbinával. A tervezés Cs–1 típusjelzéssel folyt, amiben a Cs „csónakmotort” jelentett, így akarták a német hírszerzést félrevezetni, hogy ne tegyék rá kezüket a radikálisan új erőforrásra. A tervek szerint a gázturbinának 550 °C-os maximális hőmérséklet mellett 1000 lóerőt kellett volna teljesítenie. Az égési tökéletlenségek, egyenlőtlen hőmérsékleti eloszlás, a kitűzött termodinamikai körfolyamat (az expanzió első fele izotermikus, másik fele adiabatikus kellett volna hogy legyen) meg nem valósulása, továbbá a mérőberendezés kezdetleges volta és hiánya, amit a háború miatt lehetetlen volt pótolni, a következő évig (1941. február 11-éig) késleltették a repülőgép-gázturbina megindulását. Az év végére is csak 302 lóerőt értek el 7% hatásfokkal. A háború következtében egyes alkatrészeket nem tudtak pótolni, a munka egyre nehezebben folyt. A kísérleteket 1943-ban, amint akkor hitték ideiglenesen, de valójában örökre abbahagyták.

### Leírás, műszaki adatok

Hagyományos Brayton–Joule-ciklus és a Cs–1 gázturbina tervezett körfolyamata a hőmérséklet-entrópia diagramban.
1 – adiabatikus kompresszió
2 – állandó nyomású égés
3,3b – adiabatikus expanzió
3a – izoterm égés
4 – állandó nyomású hőelvonás

A légcsavaros gázturbina munkafolyamata az ismert Brayton–Joule-ciklus módosított formája lett volna. Az előbbi adiabatikus kompresszióból és expanzióból, valamint izobár égési folyamatból és hőelvonásból áll. Mivel a korabeli szerkezeti anyagok hőállósága viszonylag alacsony volt, ezért Jendrassik az expanzió kezdetét izoterm (állandó hőmérsékletű) folyamatnak tervezte. Ezt azzal kívánta elérni, hogy az égésnek a turbinalapátok között is folytatódnia kellett volna. A megoldás alapgondolata az, hogy az ilyen körfolyamat sokkal közelebb áll az ideális Carnot-ciklushoz, és így alacsonyabb hőmérsékleten is jó hatásfokú és nagyobb teljesítményű gépet eredményez. Sajnos, ezt a körfolyamatot soha nem sikerült megvalósítani.
A gép korszakalkotó voltát felépítése is mutatja: lényegében ma is hasonlóak a légcsavaros gázturbinák. Legelöl a légcsavartengely helyezkedik el, melyet lassító fogaskerék-hajtóművön keresztül hajt a forgórész. Ezen először egy 15 fokozatú axiálkompresszor, majd ezzel közös, merev tengelyen egy 10 fokozatú turbina helyezkedik el. Az axiális kompresszor lapátjai kokillaöntésű alumíniumból készültek. A turbinalapátokat 50% reakciófokú csavart, szárnyprofil keresztmetszetű hőálló acélból gyártották precíziós öntéssel, és speciális beerősítéssel szerelték a rotorba. A turbinalapátokat és a turbina forgórészét a kompresszorból megcsapolt levegővel hűtötték. A forgórész fokozatonként merev, bordákkal erősített tárcsákból állt, melyeket mereven egymáshoz csavaroztak. Az egész forgórész két siklócsapágyban forgott. A rotor fordulatszáma 13 500 1/min volt, melyet a fogaskerekes reduktor a légcsavar 1600 1/min fordulatszámára csökkentett.
A kompresszor és a turbina között egyetlen, gyűrű alakú égéstér foglalt helyet. A hajtóművet kétoldalról a légbevezető nyílások ölelték körül. A gép elejéhez csatlakoztak a segédberendezések is: az indítómotor, a szabályozóberendezés, a kenőolaj-szivattyú, olajhűtő és a tüzelőanyag befecskendező szivattyúja. Külön berendezés gondoskodott arról, hogy indításnál ne legyen szükség az egész kompresszor teljesítményének fedezésére.
Az üzemi próbák hosszú ideig eredménytelenek voltak, mivel a gyűrű alakú égéstérben az égés nem volt egyenletes, ezért először nem is sikerült beindítani a gázturbinát. A gépet a tüzelőtér többszöri átalakítása után is csak néhány kompresszor- és turbinafokozat kiiktatása után sikerült üzembe helyezni, de az égés tökéletlensége továbbra is fennállt, és a teljesítmény megközelítőleg sem érte el a tervezett 1000 LE-t: a legnagyobb mért teljesítmény 302 LE volt, amelyet 1942 novemberében adott le a turbina. Az anyagiak szűkös volta, emberhiány és a honvédség érdeklődésének elfordulása miatt az üzemi kísérletek 1943-ban abbamaradtak, a gép soha nem jutott el az üzemérettség szintjére.
A mai légcsavaros gázturbinák lényegében hasonló felépítésűek, mint a Cs–1 gázturbina. Sikertelenségének alapvetően az volt az oka, hogy megelőzte korát. Az első használható légcsavaros gázturbina a Rolls-Royce Trent (RB.50) volt, mely lényegében a Rolls-Royce Derwent II sugárhajtómű átalakításából született, kiegészítették egy fordulatszámcsökkentő fogaskerék-hajtóművel és légcsavarral. A Trent 1945-re készült el, és kísérleti jelleggel egy Gloster Meteor EE227 vadászrepülőgépbe építették be. Az első kifejezetten légcsavaros gázturbina-hajtás céljából tervezett és épített repülőgép-hajtómű a Rolls-Royce Dart lett, amely 1948-ra készült el.
A Cs–1 fiaskóját műszaki szempontból a következők okozták: mindenekelőtt az akkoriban rendelkezésre álló anyagok alacsony hőállósága. Emiatt erőltették az izotermikus expanziót, melyet azóta sem sikerült sehol sem elérni, bár kívánatos lett volna. A gyűrű alakú égéstér elvileg fejlettebb volt, mint az első angol gázturbinákhoz fejlesztett több párhuzamos forgástestből álló  csöves égéstér, de kialakításuk a világon mindenhol fáradságos munkával, és csak sok költséges kísérlet után sikerült.